# Rodolfo Madrid
Rodolfo Alejandro Madrid González (San Vicente de Tagua Tagua, Chile, 14 de mayo de 1980), exfutbolista chileno. Jugaba de volante y/o lateral por el lado izquierdo.

## Carrera
Se inició en las inferiores de Colo-Colo, jugando del 1993 hasta el 1997. En el club albo actuó en 101 partidos, anotando 26 goles.
En el año 2001 llega a préstamo a Deportes Temuco, bajo la Dirección Técnica de Roque Mercury. En aquella temporada se corona campeón de la Primera B de Chile 2001, siendo jugador titular e integrando de paso el plantel con mejor desempeño futbolístico a lo largo de toda la historia de la Primera B de Chile. A lo largo de aquel campeonato marcó 1 gol en total, mediante lanzamiento penal.
Regresa a Colo-Colo el año siguiente, coronándose campeón del Torneo de Clausura 2002 de la 1ª División.
El año 2006, al no estar en los planes de Claudio Borghi, parte a Huachipato, donde jugó 15 partidos, sin marcar goles. Al año siguiente se va a Palestino, donde jugó 62 partidos oficiales y marcó 12 goles oficiales. En dicho club logró llegar a la final del Torneo de Clausura, la que perdieron con Colo-Colo (1-1, 1-3). Madrid fue una de las figuras del club en dicho torneo, al punto que fue elegido por algunos medios de prensa dentro del equipo ideal del torneo. Tras finalizar el campeonato firmó por Unión Española, con un contrato por 2 temporadas.
Se integra a la Unión Española en 2009, en donde militó hasta el año 2012. Fue titular en la mayoría de los partidos del 2009 y 2010, año en que se corona campeón de la Liguilla Pre-Libertadores 2010. Baja su rendimiento y le toca ser suplente en los siguientes años (2011-2012), debido a una lesión que sufrió en la espalda a comienzos de dicho período de tiempo.
El 17 de julio de 2013 es confirmado como nuevo refuerzo de Deportes Temuco, para jugar en el Campeonato de la Primera B donde pone fin a su carrera deportiva en 2014. 
Después de su retiro, comienza su carrera como entrenador. En 2015 dirige al fútbol joven de Colo Colo, donde se queda hasta 2017 en el cacique, donde después dirige al fútbol joven de Cobreloa.
En 2018 arriba al Rodelindo Román, donde en 2019 consigue el campeonato de 2019 y el ascenso a la Tercera A. En 2021 consigue el ascenso al profesionalismo, quedando subcampeón de la 2020, donde consigue actualmente sigue en el club en la Segunda División.

## Clubes

### Como jugador
| Club                 | País  | Año       |
| -------------------- | ----- | --------- |
| Deportes Antofagasta | Chile | 2000      |
| Deportes Temuco      | Chile | 2001      |
| Colo Colo            | Chile | 2002-2005 |
| Huachipato           | Chile | 2006      |
| Palestino            | Chile | 2007-2008 |
| Unión Española       | Chile | 2009-2012 |
| Deportes Temuco      | Chile | 2013-2014 |

### Como entrenador
| Club            | País  | Año       | PJ  | PG | PE | PP | Rendimiento |
| --------------- | ----- | --------- | --- | -- | -- | -- | ----------- |
| Rodelindo Román | Chile | 2018-2022 | 130 | 60 | 42 | 28 | 56.92%      |

## Palmarés

### Como jugador

#### Campeonatos nacionales
| Título                    | Club            | País  | Año    |
| ------------------------- | --------------- | ----- | ------ |
| Primera B de Chile        | Deportes Temuco | Chile | 2001   |
| Primera División de Chile | Colo-Colo       | Chile | 2002-C |

### Como entrenador

#### Campeonatos nacionales
| Título             | Club            | País  | Año  |
| ------------------ | --------------- | ----- | ---- |
| Tercera División B | Rodelindo Román | Chile | 2019 |

### Distinciones individuales
| Distinción                                 | Año  |
| ------------------------------------------ | ---- |
| Parte del Equipo Ideal de El Gráfico Chile | 2009 |